# Mericella
Mericella là một chi ốc biển, là động vật thân mềm chân bụng sống ở biển trong họ Cancellariidae.

## Các loài
Các loài trong chi Mericella gồm có:
- Mericella bozzettii Petit & Harasewych, 1993[2]
- Mericella cingulata (Olsson & Bayer, 1972)[3]
- Mericella corbicula (Dall, 1908)[4]
- Mericella gerda Olsson & Bayer, 1972[5]
- Mericella jucunda (Thiele, 1925)[6]
- Mericella paschalis (Thiele, 1925)[7]
- Mericella santa Olsson & Bayer, 1972[8]